# Francisco Córdova (basket-ball)
Pour les articles homonymes, voir Córdova et Francisco Córdova.
Francisco Córdova, né le 14 mars 1944, à Bayamón, à Porto Rico, est un ancien joueur portoricain de basket-ball.